# Гайтан, Вальтер
Вальтер Николас Гайтан Сайяведра (исп. Walter Nicolás Gaitán Sayavedra; родился 8 мая 1977 года в Ла-Риохе, Аргентина) — аргентинский футболист, выступавший на позиции атакующего полузащитника. Обладатель Кубка Либертадорес.

## Карьера
Гайтан начал свою карьеру в 1997 году в составе «Росарио Сентраль». По окончании своего первого сезона он переехал в Испанию, где два сезона выступал за «Вильярреал». В 2001 году Вальтер вернулся на родину, подписав контракт с «Бока Хуниорс». С новой командой он выиграл Кубок Либертадорес в своем первом сезоне. По окончании сезона Вальтер покинул Аргентину и переехал в Мексику.
Новым клубом Гайтана стал «УАНЛ Тигрес». Что примечательно во всех предыдущих клубах, как и в составе «тигров» он выступал в сине-жёлтых цветах. В своём первом сезоне Вальтер забил 4 гола в 15 матчах. В сезоне Апертуры 2005 он стал лучшим бомбардиром мексиканской Примеры, в 2006 был признан лучшим футболистом Клаусуры.
Гайтан был признан одним из лучших футболистов «Тигреса» и удостоен права взять себе футболку с номером 7, под которым выступал легенда клуба Джеронимо Барбадилья, во время участия команды в Кубке Либертадорес. Перед Вальтером такой чести удостоился только чилиец Клаудио Нуньес. С 4 мячами Гайтан наряду с Андресом Сильверой стал лучшим бомбардиром команды в Кубке Либертадорес. Вместе с Нуньесом Вальтер стал также лучшим бомбардиром «Тигреса» в Классико Рехиомонтано против «Монтеррея».
В конце 2007 года Гайтан перешёл в «Некаксу». В новом клубе Вальтер не был основным футболистом, в большинстве матчей выходя на замену. Реанимировать карьеру он пытался перейдя в «Веракрус», но сыграв всего 4 матча покинул команду.
В феврале 2011 года Гайтан подписал контракт с командой  американской USL Pro лиги, «Лос-Анджелес Блюс». 16 апреля в матче против «ФК Севилья» он дебютировал за новый клуб. В этом же поединке на последней минуте встречи он открыл счет забитым голам. В 7 матчах за клуб Вальтер забил 4 мяча.
Летом 2011 года Гайтан вернулся на родину, где подписал контракт с «Атлетико Рафаэла». 15 августа он дебютировал в матче против «Арсенала». Вальтер принял участие в 12 матчах, всего в двух выйдя в основном составе и забил один мяч. 21 августа в поединке против «Олл Бойз» он забил свой первый мяч за клуб.

## Достижения
Командные
 «Бока Хуниорс»
- Чемпионат Аргентины по футболу — Апертура 1998
- Обладатель Кубка Либертадорес — 2001

 «УАНЛ Тигрес»
- Интерлига — 2005
- Интерлига — 2006